# Compas de bennage
 (juillet 2019).
Si vous disposez d'ouvrages ou d'articles de référence ou si vous connaissez des sites web de qualité traitant du thème abordé ici, merci de compléter l'article en donnant les références utiles à sa vérifiabilité et en les liant à la section « Notes et références ».
Pour les articles homonymes, voir Compas.

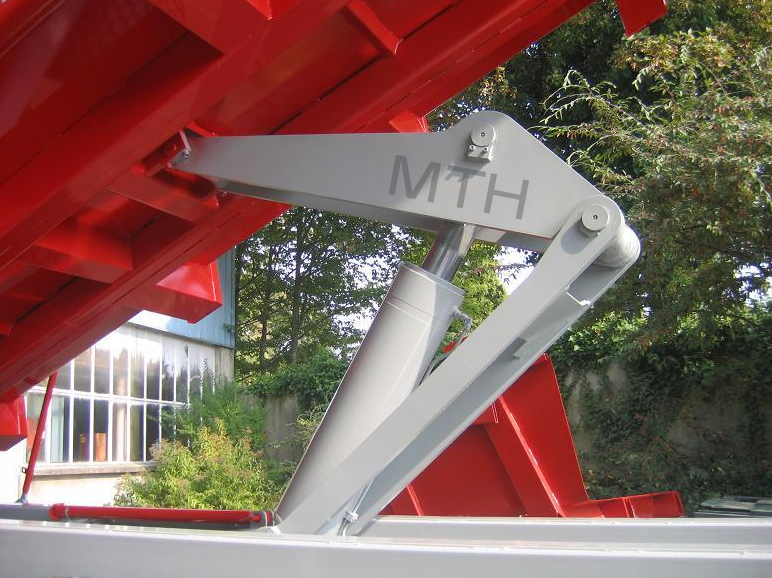
Compas de bennage arrière sur remorque

Un compas de bennage hydraulique est un système de levage servant à créer un mouvement mécanique de puissance, couplé à une démultiplication pour obtenir une grande course, et consiste en un vérin hydraulique, placé dans une structure mécanique permettant une grande puissance dans un encombrement réduit. Le système est composé d'une structure, d'axes, d'un ou de plusieurs vérins, et d'articulations ou fixations.

## Utilisations
L'utilisation des compas de bennage est faite dans plusieurs domaines, principalement dans le transport de matériaux (travaux publics) ou de produits issus de l'agriculture (betteraves, céréales, pulpe, etc.).
Il est courant de voir sur les chantiers de construction des camions bennes équipés de ce système de levage. Le système est également fréquemment utilisé dans l'agriculture sur les remorques agricoles ainsi que dans l'industrie ou le secteur maritime pour basculer des caissons ou des charges lourdes.

## Types de compas de bennage

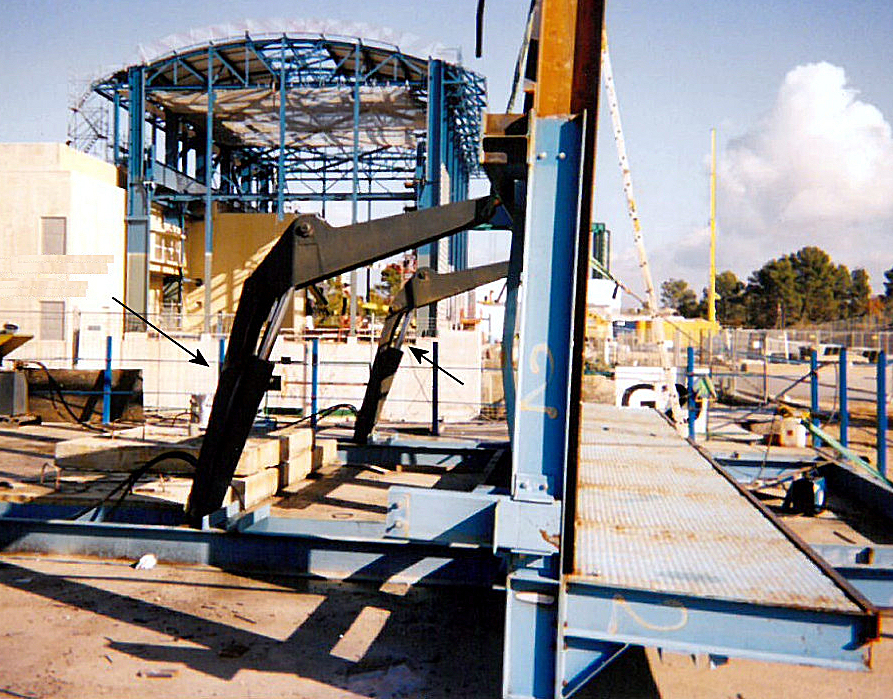
compas de bennage basculeur

### Compas de bennage arrière
Le compas de bennage arrière est une version permettant de basculer la charge à lever uniquement vers l'arrière, utilisation la plus courante dans l'agriculture et l'industrie.
Il s'agit d'un montage courant sur les remorques agricoles et camions de travaux publics.

### Compas de bennage deux ou trois côtés
Le compas de bennage arrière, également appelé « tribenne », est une version permettant de basculer la charge à lever vers l'arrière ainsi que sur un ou deux côtés, l'utilisation la plus courante de cette version étant la construction et les travaux publics : le bennage sur le côté permet en effet aux camions de déposer leur chargement en restant dans le sens de la voie. 

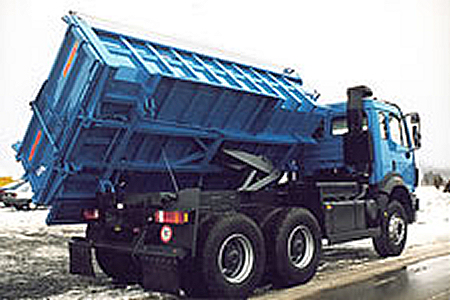
Compas de bennage à trois côtés.

## Fonctionnement
Un compas de bennage hydraulique est généralement conçu en acier afin de résister aux charges et aux forces importantes.
Un vérin hydraulique est placé dans une articulations mécanique similaire à un Compas (mécanique), la cinématique permet d'obtenir le déploiement de ce dernier lors de la sortie de la tige du vérin.
Les systèmes compas de bennage peuvent fonctionner à des pressions hydrauliques de 180 à 350 bar, la pression interne au vérin dépendra de la charge appliquée à la structure du compas de bennage.